# OVirt
oVirt est un logiciel de gestion de plateforme de virtualisation open source créé par RedHat en tant que projet communautaire.
Il propose un système de gestion de cluster analogue à VMware vCenter.
C'est l'un des outils qui permettent de gérer un cloud, et fait partie des solutions open source permettant de déployer des infrastructures de virtualisation.

## Description
oVirt permet de gérer les instances KVM.
Il est composé de deux parties :
- Engine (application d'administration)
- Node (hyperviseur membre du cluster)

## Fonctionnalités
oVirt permet d'administrer un cluster d'hyperviseurs, de mettre en place les machines virtuelles, de les migrer à chaud et facilite la gestion de leur stockage. Il propose aussi la migration de machines physiques vers le monde virtuel.